# Stanislav Hejduček
Stanislav Hejduček (28. července 1919 Slavkov u Brna – 22. června 2004 Praha) byl český operní zpěvák.
Narodil se 28. července 1919 ve Slavkově u Brna. Vyučil se čalouníkem, ale později se začal zajímat o hudbu. Naučil se hrát na pozoun a po válce začal profesionálně působit v divadle v Košicích. Zde si všiml šéf opery jeho zajímavého basu a doporučil mu studium zpěvu.
Vystudoval brněnskou konzervatoř a angažmá získal v Plzeňském divadle, kde působil v letech 1945 až 1949. V roce 1949 přestoupil jako sólista opery do divadla v Ústí nad Labem, kde hrál do roku 1969. Vytvořil zde řadu úspěšných rolí. S divadlem vycestoval několikrát i do zahraničí (1954 NDR, 1967 Itálie).
Později se přestěhoval do Prahy, kde krátce působil v Pražském pěveckém sboru. Zemřel 22. června 2004.